# Julian Weinberger

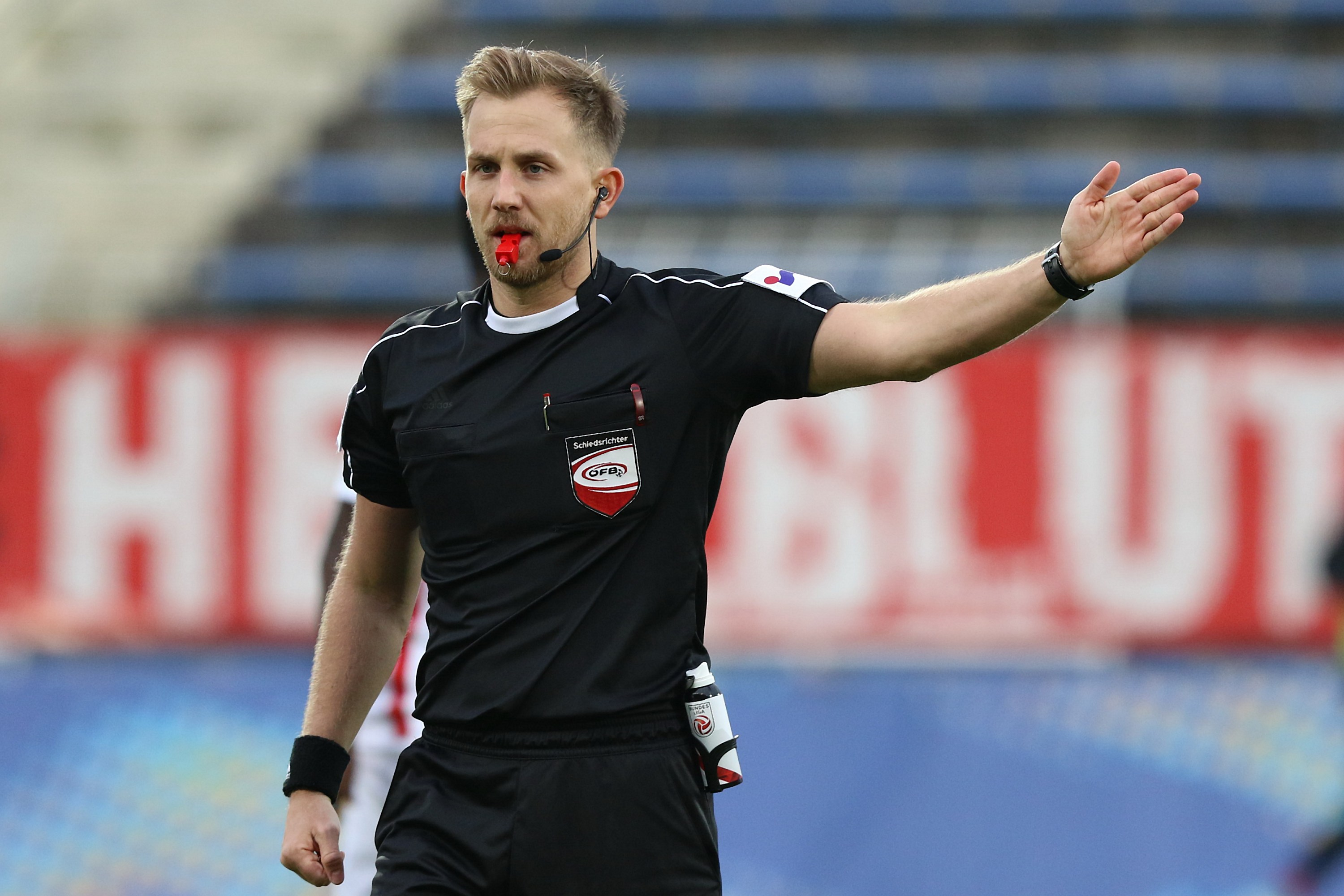
Julian Weinberger (2017)

Julian Weinberger (* 14. Februar 1985) ist ein österreichischer Fußballschiedsrichter.
Im Alter von 15 Jahre begann Weinberger als Schiedsrichter, 2008 leitete er Regionalligaspiele. Weinberger leitet seit März 2011 Spiele in der österreichischen 2. Liga und seit März 2015 Spiele in der Bundesliga. Bisher hatte er rund 80 Einsätze in der 2. Liga und 100 Einsätze in der Bundesliga (Stand Oktober 2022). Im August 2010 debütierte er bei einem Spiel im ÖFB-Cup, in dem er bisher 24 Partien geleitet hat.
Am 16. September 2018 leitete Weinberger sein erstes Wiener Derby zwischen SK Rapid Wien und FK Austria Wien.
Seit 2018 steht er auf der Liste der FIFA-Schiedsrichter und leitet internationale Fußballspiele.
In der Saison 2021/22 leitete Weinberger erstmals ein Spiel in der Europa Conference League. Zudem pfiff er bereits Partien in der Nations League, in der europäischen WM-Qualifikation für die Weltmeisterschaft 2022 in Katar sowie Freundschaftsspiele.
Zudem war Weinberger Torrichter im Team von Harald Lechner bei der U-21-Europameisterschaft 2017 in Polen.
Weinberger ist seit 2007 Polizist in der Landespolizeidirektion Wien und heute Revierinspektor.